# Tenpouibun Ayakashiayashi
Ghost Slayers Ayashi (яп. 天保異聞 妖奇士 Тэмпо: Ибун Аякаси Аяси, «Странная история эры Тэмпо: Аякасиаяси») — японский аниме-сериал, созданный студией Bones, автором сценария которого является Сё Айкава. Режиссёром выступил Хироси Нисикиори. Сериал транслировался в Японии с 7 октября 2006 года по 31 марта 2007 года параллельно с более успешным аниме Кровь+. Изначально к выпуску планировалось 50 серий, однако из-за низких рейтингов впоследствии было решено сократить сериал до 25 серий, по этой причине последняя серия имеет незавершённый характер. Сериал был дублирован на английском языке компанией Animax Asia.
Позже были выпущены 5 OVA серий, где действие происходит через 6 месяцев после событий первого сериала. Серии были также дублированы на английский язык.
По мотивам сериала писателем Яэко Нинагава была создана манга, всего было выпущено 2 тома в 2006 и 2007 годах. Права на лицензию приобрела американская компания Bandai Entertainment.

## Сюжет
Действие происходит в 1843 году в Японии, или 14-м году эры Тэмпо, в тот период, когда западная цивилизация начала попытку распространять своё влияние на остров. Oднако Япония пока относилась к этому враждебно и даже изолировала себя от внешнего мира, сделав любое присутствие иностранцев в Японии незаконным, a сторонников запада подвергнув репрессиям и гонениям. Одновременно жизни японцев угрожают многочисленные Ёи (яп. 妖夷), демоноподобные духи, которые образуются под влиянием сильных негативных эмоций. Японское правительство скрывает их существование и создаёт тайный комитет по борьбе с Ёи, в состав которого входят «Аяси» — люди, способные убивать Ёи. Недавно туда входит главный герой по имени Рюдо Юкиацу, который 15 лет пробыл в ином мире и после чего перестал стареть и приобрёл сверх-способности.

## Список персонажей
Рюдо Юкиацу (яп. 竜導 往壓)
Сэйю: Кэйдзи Фудзивра
Главный герой истории, родом из благородной семьи. Хотя он выглядит молодо, ему уже 39 лет, а точнее должно было исполнится уже 54 года, так как Юкиацу, будучи молодым, случайно попал в иной мир, для него это длилось лишь мгновенье, в реальном мире он отсутствовал 15 лет. После чего Рюдо решил сбежать из поместья, и с тех пор прошло 25 лет. С того момента Рюдо ничуть не изменился, оставаясь молодым. Всё это время Рюдо путешествовал по Японии и однажды, попав в плен, получил татуировку бродяги, из-за чего вынужден был скрывать её. Рюдо приобрёл сверх-способности: например может видеть ёи, или извлекать у людей и духов иероглифы, представляющие их сущность. Позже, соединяясь с Кумосити, Юкиацу может временно превращаться в ёи-дракона, один раз Юкиацу полностью превратился в ёи, однако его спас Гэнбацу, вернув человеческую сущность.
Ходзабуро Огасавара (яп. 小笠原 放三郎)
Сэйю: Токуёси Кавасима
Лидер команды Аяси, молодой идеалистичный Самурай, стремящийся следовать своему долгу чести. Стремится быть всегда честным и правильным, однако часто попадает под влияние высшего руководства, чьи мнения идут вразрез с Рюди и остальными Аяси, вступая с ними в конфликт. Является последователем западного учения — рангаку, но не подвергается гонениям из-за своего высокого положения.
Гэмбацу Эдо (яп. 江戸 元閥)
Сэйю: Синьитиро Мики
Синтоисткий священник, женоподобный мужчина, хотя его одежда и манера поведения как у женщины, сам Гэмбацу не интересуется мужчинами, а манера одеваться восходит к обычаям его клана, где священники должны одеваться как женщины. Во время сражений использует порох, разные взрывные приспособления и даже огнестрельное оружие.
Сайдзо (яп. 宰蔵)
Сэйю: Мити Ниино
Молодая девушка, которая одевается как мужчина и стремится везти себя как самурай. Всё это происходит по той причине, что её отец не имел сыновей и воспитывал Сайдзо как наследника, скрывая её настоящий пол. Также отец держал театр Кабуки, где выступать могли только мужчины. Сайдзо, притворяясь мальчиком также выступала на сцене, являясь гордостью отца. Однако однажды театр сгорел. Долгое время Сайдзо полагала, что отец её ненавидел, так как один из иероглифов её имени был связан с грехом. Сайдзо долгое время внушала себе, что является сама от рождения греховной. Способна исполнять танец Аматэрасу, который оказывает сильнейшее подавляющее воздействие на ёи.
Аби (яп. アビ)
Сэйю: Рикия Кояма
Представитель горного народа — коренных жителей Японии, которые на протяжении веков подвергались гонениям самими японцами. Очень силён, имеет смуглую кожу и одет в грубые лохмотья. Очень спокоен и немногословен. Его сестра из-за постоянных гонений клана со стороны японцев возненавидела людей и сама ушла жить в иной мир, отказавшись от прежней жизни, там она родила ребёнка от ёи, который вышел уродцем и долгое время использовался, как источник бесконечно возобновляемой пищи у недобросовестных самураев.
Атль (яп. アトル Атору)
Сэйю: Фумико Орикаса
Девочка-ацтек, и последний представитель своего народа, прибывшая из Мексики, в надежде найти спокойную жизнь, так как на родине подвергалась постоянным гонениям со стороны испанцев. Она продолжает придерживаться ацтекской религии и долгое время молилась Кецалькоатлю, однако она осознавала, что боги покинули земли ацтеков, но продолжала молиться, так она своим желанием породила ёи — фальшивого Кецалькоатля, который в обычной форме похож на лошадь. После прибытия в Японию продолжала подвергаться гонениям, так как является гайдзином, полиция для её поимки даже стала распространять ложные сведения о том, что она убийца и носитель заразных болезней. Однако на её защиту встают Аяси и молодой художник-гений по имени Кёсай, который влюбляется в Атль. В конце концов её отправляют в окию — дом гейш, где Атль становится майко и прячет своё иностранное происхождения под гримом. Она продолжает общаться с Кёсай, который всеми способами стремится отгородить её от злоумышленников.
Кумосити (яп. 雲七)
Сэйю: Юдзи Уэда
Таинственный друг Юкиацу, который в начале историй мог внезапно оказываться рядом с Юкиацу и вступать с ним в душевные беседы. Впоследствии выясняется, что настоящий Кумосити был когда то другом Юкиацу и был убит им же 15 лет назад, из-за сильного желания снова увидеть Кумосити, Юкиацу неосознанно создал ёи-Юкиацу, который обладает тем же характером и знаниями, что и покойный Кумосити. Его могут только видеть Юкиацу и Атль. Позже Кумосити соединяется с ёи-кецалькоатлем и начинает сопровождать главных героев в форме лошади. Иногда Кумосити может соединяться с Юкиацу, превращая его временно в ёи-дракона. Единственный ёи в сериале, обладающий вменяемостью и не стремящийся навредить людям.
Каванабэ Кёсай (яп. 河鍋 暁斎)
Сэйю: Минами Такаяма
Молодой и талантливый художник, однажды побывал в ином мире. Несмотря на свой возраст, часто посещает публичные дома. Влюбляется в Атль, знает о её происхождении и решает во что бы то ни стало защищать её от злоумышленников, а также посещает её каждый день в доме гейш.

## Критика
На сайте Anime News Network в сезонном обзоре аниме 2006 года сериал был похвален за хорошую и профессиональную графику, быстрое развитие сюжета и правдоподобность мира, представленного сериалом, политическую ситуацию страны того временного периода и классового неравенства. Однако история оказалась всё равно скучной, а главные герои чуть менее, чем абсурдны: варвар-громила, женоподобный мужчина и девочка-мальчик, которые вместе похожи на группу неудачников. Сам главный герой открывает в себе новые способности в последние моменты, что также делает сюжет более скучным. Сама концепция сериала имела неплохой потенциал, но разработчики сумели реализовать его с большой натяжкой.
Карл Кимлингер также похвалил сериал за его качество графики, однако отметил, что сериал делает сильный акцент на японскую историю, социальную науку, изобилует «философскими диалогами» из-за чего сериал непросвещённым становится слишком скучно его смотреть. Весь сюжет сводится к тому, как главные герои сражаются с монстрами, каждый из которых тематически связям с одним из главных героев, сами главные герои слабо показывают свои эмоции. Однако сами драки и сражения из-за своей непредсказуемости получились довольно увлекательными.